# DC animációs filmuniverzum
A DC animációs filmuniverzum (eredeti név: DC Animated Movie Universe, röviden: DCAMU) egy filmfranchise és kitalált univerzum, ami a DC Comics New-52-es képregényvilága alapján készül. Az univerzum (a képregényes változatához hasonlóan) Az Igazság Ligája: A Villám-paradoxon végén jön létre, ám az első itt játszódó film Az Igazság Ligája: Háború, az utolsó pedig a 2020-as Justice League Dark: Apokalips War.

## Egész estés filmek
| Film                                      | Eredeti megjelenés | Magyar megjelenés      | Rendező(k)                   | Író(k)                        | Történet                             | Producer(ek) |
| ----------------------------------------- | ------------------ | ---------------------- | ---------------------------- | ----------------------------- | ------------------------------------ | ------------ |
| Az Igazság Ligája: Háború                 | 2014. január 21.   | 2015. február 8. (HBO) | Jay Oliva                    | Heath Corson                  | Heath Corson                         | James Tucker |
| Batman fia                                | 2014. április 22.  | 2014. július 16. (DVD) | Ethan Spaulding              | Joe R. Lansdale               | James Robinson                       | James Tucker |
| Az Igazság Ligája: Atlantisz trónja       | 2015. január 13.   | 2016. január 16.       | Ethan Spaulding              | Heath Corson                  | Heath Corson                         | James Tucker |
| Batman kontra Robin                       | 2015. április 7.   | 2015. május 21.        | Jay Oliva                    | J. M. DeMatteis               | J. M. DeMatteis                      | James Tucker |
| Batman: Az elfajzott                      | 2016. január 20.   | 2016. február 3. (DVD) | Jay Oliva                    | J. M. DeMatteis               | J. M. DeMatteis                      | James Tucker |
| Az Igazság Ligája a Tini Titánok ellen    | 2016. március 26.  | 2016. május 18. (DVD)  | Sam Liu                      | Bryan Q. Miller, Alan Burnett | Bryan Q. Miller                      | James Tucker |
| A sötét Igazság Ligája                    | 2017. január 24.   | 2017. március 1. (DVD) | Jay Oliva                    | Ernie Altbacker               | J. M. DeMatteis, Ernie Altbacker     | James Tucker |
| Tini Titánok: A Júdás szerződés           | 2017. április 18.  | 2017. május 24. (DVD)  | Sam Liu                      | Ernie Altbacker               | Ernie Altbacker                      | James Tucker |
| Öngyilkos osztag: Pokoli fizetség         | 2018. április 10.  | 2020. október (HBO GO) | Sam Liu                      | Alan Burnett                  | Alan Burnett                         | James Tucker |
| Superman halála                           | 2018. augusztus 7. | TBA                    | Sam Liu, Jake Castorena      | Peter J. Tomasi               | Peter J. Tomasi                      | James Tucker |
| Az igazi Superman visszatér               | 2019. január 29.   | TBA                    | Sam Liu                      | Tim Sheridan, Jim Krieg       | Tim Sheridan, Jim Krieg              | James Tucker |
| Batman: Hush                              | 2019. július 20.   | 2020. október (HBO GO) | Justin Copeland              | Ernie Altbacker               | Ernie Altbacker                      | Amy McKenna  |
| Wonder Woman: Vérvonal                    | 2019. október 5.   | TBA                    | Sam Liu, Justin Copeland     | Mairghread Scott              | William Moulton Marston, H. G. Peter |              |
| A Sötét Igazság Ligája: Apokoliszi háború | 2020. május 5.     | TBA                    | Matt Peters, Christina Sotta | Cristina Sotta                | Emmie Altbacker                      | James Tucker |

## Rövidfilmek
Az Igazság Ligája: Atlantisz trónja DVD-jén megjelent egy rövid, egyperces rövidfilm, a Nightwing and Robin.

## Szereplők
| Karakter                        | Film                                                     | Film               | Film                                                     | Film                       | Film                       | Film                        | Film                                          | Film                          | Film                                   | Film                              | Film                         | Film                         | Film                | Film                            |
| Karakter                        | Az Igazság Ligája: Háború (2014)                         | Batman fia (2014)  | Az Igazság Ligája: Atlantisz trónja (2015)               | Nightwing and Robin (2015) | Batman kontra Robin (2015) | Batman: Az elfajzott (2016) | Az Igazság Ligája a Tini Titánok ellen (2016) | A sötét Igazság Ligája (2017) | Tini Titánok: A Júdás szerződés (2017) | Suicide Squad: Hell to Pay (2018) | The Death of Superman (2018) | Reign of the Supermen (2019) | Batman: Hush (2019) | Wonder Woman: Bloodlines (2019) |
| Igazságliga                     | Igazságliga                                              | Igazságliga        | Igazságliga                                              | Igazságliga                | Igazságliga                | Igazságliga                 | Igazságliga                                   | Igazságliga                   | Igazságliga                            | Igazságliga                       | Igazságliga                  | Igazságliga                  | Igazságliga         | Igazságliga                     |
| ------------------------------- | -------------------------------------------------------- | ------------------ | -------------------------------------------------------- | -------------------------- | -------------------------- | --------------------------- | --------------------------------------------- | ----------------------------- | -------------------------------------- | --------------------------------- | ---------------------------- | ---------------------------- | ------------------- | ------------------------------- |
| Barry Allen Villám              | Christopher Gorham                                       |                    | Christopher Gorham                                       |                            |                            |                             | Christopher Gorham                            | Nem beszél                    |                                        |                                   | Christopher Gorham           | Christopher Gorham           |                     |                                 |
| Billy Batson Shazam             | Zach Callison (Billy Batsonként) Sean Astin (Shazamként) |                    | Zach Callison (Billy Batsonként) Sean Astin (Shazamként) |                            |                            |                             |                                               |                               |                                        |                                   |                              |                              |                     |                                 |
| Arthur Curry Aquaman            |                                                          |                    | Matt Lanter                                              |                            |                            |                             |                                               | Nem beszél                    |                                        |                                   | Matt Lanter                  |                              |                     |                                 |
| Themüszkirai Diana Wonder Woman | Michelle Monaghan                                        |                    | Rosario Dawson                                           |                            |                            |                             | Rosario Dawson                                | Rosario Dawson                |                                        |                                   | Rosario Dawson               | Rosario Dawson               |                     | Rosario Dawson                  |
| Katar Hol Sólyom                |                                                          |                    |                                                          |                            |                            |                             |                                               | Nem beszél                    |                                        |                                   | Nem beszél                   |                              |                     |                                 |
| Clark Kent Superman             | Alan Tudyk                                               |                    | Jerry O’Connell                                          |                            |                            |                             | Jerry O’Connell                               | Jerry O’Connell               |                                        |                                   | Jerry O’Connell              | Jerry O’Connell              | Jerry O’Connell     |                                 |
| J'onn J'onzz Marsbéli Vadász    |                                                          |                    |                                                          |                            |                            |                             |                                               | Nem beszél                    |                                        |                                   | Nyambi Nyambi                | Nyambi Nyambi                |                     |                                 |
| Hal Jordan Zöld Lámpás          | Justin Kirk                                              |                    | Nathan Fillion                                           |                            |                            |                             |                                               |                               |                                        |                                   | Nathan Fillion               | Nathan Fillion               |                     |                                 |
| John Stewart Zöld Lámpás        |                                                          |                    |                                                          |                            |                            |                             |                                               | Roger R. Cross                |                                        |                                   |                              |                              |                     |                                 |
| Victor Stone Cyborg             | Shemar Moore                                             |                    | Shemar Moore                                             |                            |                            |                             | Shemar Moore                                  | Non-speaking                  |                                        |                                   | Shemar Moore                 | Shemar Moore                 |                     |                                 |
| Bruce Wayne Batman              | Jason O'Mara                                             | Jason O'Mara       | Jason O'Mara                                             | Jason O'Mara               | Jason O'Mara               | Jason O'Mara                | Jason O'Mara                                  | Jason O'Mara                  |                                        |                                   | Jason O’Mara                 | Jason O’Mara                 | Jason O’Mara        |                                 |
| Tini titánok                    |                                                          |                    |                                                          |                            |                            |                             |                                               |                               |                                        |                                   |                              |                              |                     |                                 |
| Karen Beecher Poszméh           |                                                          |                    |                                                          |                            |                            |                             |                                               |                               | Masasa Moyo                            |                                   |                              |                              |                     |                                 |
| Dick Grayson Éjszárny           |                                                          | Sean Maher         |                                                          | Nem beszél                 | Sean Maher                 | Sean Maher                  | Sean Maher                                    |                               | Sean Maher                             |                                   |                              |                              |                     |                                 |
| Roy Harper Speedy               |                                                          |                    |                                                          |                            |                            |                             |                                               |                               | Crispin Freeman                        |                                   |                              |                              |                     |                                 |
| Koriand'r Csillagfény           |                                                          |                    |                                                          |                            |                            | Kari Wahlgren               | Kari Wahlgren                                 |                               | Kari Wahlgren                          |                                   |                              |                              |                     |                                 |
| Garfield Logan Gézengúz         |                                                          |                    |                                                          |                            |                            |                             | Brandon Soo Hoo                               |                               | Brandon Soo Hoo                        |                                   |                              |                              |                     |                                 |
| Tara Markov Terra               |                                                          |                    |                                                          |                            |                            |                             | Nem beszél                                    |                               | Christina Ricci                        |                                   |                              |                              |                     |                                 |
| Rachel Roth Raven               |                                                          |                    |                                                          |                            |                            |                             | Taissa Farmiga                                |                               | Taissa Farmiga                         |                                   |                              |                              |                     |                                 |
| Jaime Reyes Kék Bogár           |                                                          |                    |                                                          |                            |                            |                             | Jake T. Austin                                |                               | Jake T. Austin                         |                                   |                              |                              |                     |                                 |
| Damian Wayne Robin              |                                                          | Stuart Allan       |                                                          | Nem beszél                 | Stuart Allan               | Stuart Allan                | Stuart Allan                                  |                               | Stuart Allan                           |                                   |                              |                              |                     |                                 |
| Wally West Kölyök Flash         |                                                          |                    |                                                          |                            |                            |                             |                                               |                               | Jason Spisak                           |                                   |                              |                              |                     |                                 |
| A sötét Igazság Ligája          |                                                          |                    |                                                          |                            |                            |                             |                                               |                               |                                        |                                   |                              |                              |                     |                                 |
| Orchidea                        |                                                          |                    |                                                          |                            |                            |                             |                                               | Colleen Villard               |                                        |                                   |                              |                              |                     |                                 |
| Jason Blood Etrigan             |                                                          |                    |                                                          |                            |                            |                             |                                               | Ray Chase                     |                                        |                                   |                              |                              |                     |                                 |
| Boston Brand Holtember          |                                                          |                    |                                                          |                            |                            |                             |                                               | Nicholas Turturro             |                                        |                                   |                              |                              |                     |                                 |
| John Constantine                |                                                          |                    |                                                          |                            |                            |                             |                                               | Matt Ryan                     |                                        |                                   |                              |                              |                     |                                 |
| Alec Holland Mocsárlény         |                                                          |                    |                                                          |                            |                            |                             |                                               | Roger R. Cross                |                                        |                                   |                              |                              |                     |                                 |
| Zatanna Zatara                  |                                                          |                    |                                                          |                            |                            |                             |                                               | Camilla Luddington            |                                        |                                   |                              |                              |                     |                                 |
| Gonosztevők                     |                                                          |                    |                                                          |                            |                            |                             |                                               |                               |                                        |                                   |                              |                              |                     |                                 |
| Ra's al Ghul                    |                                                          | Giancarlo Esposito |                                                          |                            |                            |                             | Terrence C. Carson                            |                               |                                        |                                   |                              |                              |                     |                                 |
| Talia al Ghul                   |                                                          | Morena Baccarin    |                                                          |                            |                            | Morena Baccarin             |                                               |                               |                                        |                                   |                              |                              |                     |                                 |
| Fekete Rája                     |                                                          |                    | Harry Lennix                                             |                            |                            |                             |                                               |                               |                                        |                                   |                              |                              |                     |                                 |
| Szenzáció                       |                                                          |                    |                                                          |                            |                            | John DiMaggio               |                                               |                               |                                        |                                   |                              |                              |                     |                                 |
| Sebastian Blood Blood testvér   |                                                          |                    |                                                          |                            |                            |                             |                                               |                               | Gregg Henry                            |                                   |                              |                              |                     |                                 |
| Dr. Jonathan Crane Madárijesztő |                                                          |                    |                                                          | Michael Rosenbaum          |                            |                             |                                               |                               |                                        |                                   |                              |                              |                     |                                 |
| Dekan Drache Felix Faust        |                                                          |                    |                                                          |                            |                            |                             |                                               | Enrico Colantoni              |                                        |                                   |                              |                              |                     |                                 |
| Harvey Dent Kétarc              |                                                          | Nem beszél         |                                                          |                            |                            |                             |                                               |                               |                                        |                                   |                              |                              |                     |                                 |
| Desaad                          | Bruce Thomas                                             |                    |                                                          |                            |                            |                             |                                               |                               |                                        |                                   |                              |                              |                     |                                 |
| Végzet                          |                                                          |                    |                                                          |                            |                            |                             |                                               | Alfred Molina                 |                                        |                                   |                              |                              |                     |                                 |
| Electrocutioner                 |                                                          |                    |                                                          |                            |                            | Robin Atkin Downes          |                                               |                               |                                        |                                   |                              |                              |                     |                                 |
| Cyrus Gold Solomon Grundy       |                                                          |                    |                                                          |                            |                            |                             | Rick D. Wasserman                             |                               |                                        |                                   |                              |                              |                     |                                 |
| Joker                           |                                                          | Nem beszél         |                                                          |                            |                            |                             |                                               |                               |                                        |                                   |                              |                              |                     |                                 |
| Waylon Jones Gyilkos Krok       |                                                          | Fred Tatasciore    |                                                          |                            |                            |                             |                                               |                               |                                        |                                   |                              |                              |                     |                                 |
| Noah Kuttler Calculator         |                                                          |                    |                                                          |                            |                            | Jason Spisak                |                                               |                               |                                        |                                   |                              |                              |                     |                                 |
| Lex Luthor                      |                                                          |                    | Steve Blum                                               |                            |                            |                             | Steve Blum                                    |                               |                                        |                                   |                              |                              |                     |                                 |
| Garfield Lynns Firefly          |                                                          |                    |                                                          |                            |                            | Steve Blum                  |                                               |                               |                                        |                                   |                              |                              |                     |                                 |
| Mark Mardon Időjárás-varázsló   |                                                          |                    |                                                          |                            |                            |                             | Rick D. Wasserman                             |                               |                                        |                                   |                              |                              |                     |                                 |
| Orm Ocean Master                | Steve Blum                                               |                    | Sam Witwer                                               |                            |                            |                             |                                               |                               |                                        |                                   |                              |                              |                     |                                 |
| Anton Schott Babagyáros         |                                                          |                    |                                                          |                            | "Weird Al" Yankovic        |                             |                                               |                               |                                        |                                   |                              |                              |                     |                                 |
| Ricthie Simpson                 |                                                          |                    |                                                          |                            |                            |                             |                                               | Jeremy Davies                 |                                        |                                   |                              |                              |                     |                                 |
| Talon                           |                                                          |                    |                                                          | Nem beszél                 | Jeremy Sisto               |                             |                                               |                               |                                        |                                   |                              |                              |                     |                                 |
| Jervis Tetch Őrült Kalapos      |                                                          |                    |                                                          |                            |                            | Robin Atkin Downes          |                                               |                               |                                        |                                   |                              |                              |                     |                                 |
| Trigon                          |                                                          |                    |                                                          |                            |                            |                             | Jon Bernthal                                  |                               |                                        |                                   |                              |                              |                     |                                 |
| Slade Wilson Halálcsapás        |                                                          | Thomas Gibson      |                                                          |                            |                            |                             |                                               |                               | Miguel Ferrer                          |                                   |                              |                              |                     |                                 |
| Uxas Darkseid                   | Steve Blum                                               |                    |                                                          |                            |                            |                             |                                               |                               |                                        |                                   |                              |                              |                     |                                 |
| Drury Walker Gyilkos Lepke      |                                                          |                    |                                                          |                            |                            | Jason Spisak                |                                               |                               |                                        |                                   |                              |                              |                     |                                 |
| Egyéb szereplők                 |                                                          |                    |                                                          |                            |                            |                             |                                               |                               |                                        |                                   |                              |                              |                     |                                 |
| Lois Lane                       | Nem beszél                                               |                    | Juliet Landau                                            |                            |                            |                             |                                               |                               |                                        |                                   |                              |                              |                     |                                 |
| James Gordon                    |                                                          | Bruce Thomas       |                                                          |                            |                            | Bruce Thomas                |                                               |                               |                                        |                                   |                              |                              |                     |                                 |
| Alfred Pennyworth               |                                                          | David McCallum     |                                                          |                            | David McCallum             | James Garrett               |                                               |                               |                                        |                                   |                              |                              |                     |                                 |
| Steve Trevor                    | George Newbern                                           |                    | George Newbern                                           |                            |                            |                             |                                               |                               |                                        |                                   |                              |                              |                     |                                 |